# Davit Chucišvili
Davit Chucišvili (* 19. listopadu 1990 Sagaredžo) je gruzínský zápasník–volnostylař.

## Sportovní kariéra
Zápasení se věnoval od 10 let v rodném Sagaredžu pod vedením Ramaze Asabašviliho. V roce 2008 šel za lepšími tréninkovými podmínkami do Tbilisi, kde se připravoval pod vedením Aleka Kachnyjašviliho. V gruzínské volnostylařské reprezentaci se prosadil jako úspěšný junior v roce 2011 ve váze do 74 kg. V témže roce se třetím místem na mistrovství světa v Istanbulu kvalifikoval na letní olympijské hry v Londýně v roce 2012. V Londýně prohrál ve čtvrtfinále s ruským Abcházcem Děnisem Cargušem 0:2 na sety a obsadil konečné 6. místo.
Od roku 2014 přestoupil do vyšší váhy do 86 kg. Po změnách v gruzínském zápasnickém svazu s novým prezidentem Eldarem Kurtanydzem více stávkoval než se připravoval. Do reprezentace se vrátil až s příchodem nového reprezentačního trenéra Giorgi Ijantbelidzeho od roku 2017.

## Výsledky
| Olympijské hry     |     |    | — |     |    |    | 6. |    |   |   | — |     |    |  |  |  |  |  |  |  |  |  |  |  |  |
| Mistrovství světa  |     |    |   | —   | —  | 3. |    | —  | — | — |   | úč. | 5. |  |  |  |  |  |  |  |  |  |  |  |  |
| Evropské hry       |     |    |   |     |    |    |    |    |   | — |   |     |    |  |  |  |  |  |  |  |  |  |  |  |  |
| Mistrovství Evropy |     |    | — | —   | —  | 3. | 2. | 7. | — | — | — | —   | —  |  |  |  |  |  |  |  |  |  |  |  |  |
| MS juniorů         | —   | —  | — | úč. | 1. |    |    |    |   |   |   |     |    |  |  |  |  |  |  |  |  |  |  |  |  |
| ME juniorů         | —   | —  | — | 3.  | 1. |    |    |    |   |   |   |     |    |  |  |  |  |  |  |  |  |  |  |  |  |
| ME dorostenců      | úč. | 2. |   |     |    |    |    |    |   |   |   |     |    |  |  |  |  |  |  |  |  |  |  |  |  |